# Acer davidii
Acer davidii är en kinesträdsväxtart. Acer davidii ingår i släktet lönnar, och familjen kinesträdsväxter.

## Underarter
Arten delas in i följande underarter:
- A. d. davidii
- A. d. grosseri